# 敢教日月换新天
《敢教日月换新天》（英語：Making a New China）是由中共中央宣传部、中央党史和文献研究院、国家发展改革委员会、国家广播电视总局、中央军委政治工作部、中国社会科学院、中央档案馆、中央广播电视总台联合制作、中央广播电视总台出品、中央广播电视总台影视剧纪录片中心负责为庆祝中国共产党成立100週年的二十四集大型文献专题片，于2021年6月20日至7月2日在中央电视台综合频道播出，并于同年9月25日起在澳亚卫视播出、10月6日起在港台电视31播出。再于同年12月18日起在香港开电视播出。

## 分集
| 集数       | 名称         | 央视播放日期  |
| ---------- | ------------ | ------------- |
| 第一集     | 《开天辟地》 | 2021年6月20日 |
| 第二集     | 《星火燎原》 | 2021年6月20日 |
| 第三集     | 《力挽狂澜》 | 2021年6月21日 |
| 第四集     | 《中流砥柱》 | 2021年6月21日 |
| 第五集     | 《命运对决》 | 2021年6月22日 |
| 第六集     | 《建国大业》 | 2021年6月22日 |
| 第七集     | 《奠基固本》 | 2021年6月23日 |
| 第八集     | 《艰辛探索》 | 2021年6月23日 |
| 第九集     | 《历史转折》 | 2021年6月24日 |
| 第十集     | 《春风浩荡》 | 2021年6月24日 |
| 第十一集   | 《举旗定向》 | 2021年6月25日 |
| 第十二集   | 《游子归家》 | 2021年6月25日 |
| 第十三集   | 《科学发展》 | 2021年6月26日 |
| 第十四集   | 《改善民生》 | 2021年6月26日 |
| 第十五集   | 《复兴之梦》 | 2021年6月27日 |
| 第十六集   | 《改革攻坚》 | 2021年6月27日 |
| 第十七集   | 《法安天下》 | 2021年6月28日 |
| 第十八集   | 《摆脱贫困》 | 2021年6月28日 |
| 第十九集   | 《文化自信》 | 2021年6月29日 |
| 第二十集   | 《美丽中国》 | 2021年6月29日 |
| 第二十一集 | 《大国外交》 | 2021年6月30日 |
| 第二十二集 | 《强军兴军》 | 2021年6月30日 |
| 第二十三集 | 《自我革命》 | 2021年7月2日  |
| 第二十四集 | 《千秋伟业》 | 2021年7月2日  |

## 播出信息
- 中国中央电视台综合频道 6月20日至7月2日 20:06-21:06（首播，每天两集）
- 中国中央电视台中文国际频道 6月21日至7月3日 17:56-18:56（首播，每天两集）
- 中国中央电视台纪录频道 6月20日至7月2日 20:58-21:58（首播，每天两集）
- 香港港台電視31 10月6日至11月8日 星期一至五 21:30-22:00
- 澳亞衛視 9月25日至12月12日 星期六、日 18:30-19:00
- 香港開電視2021年12月18日至2022年5月28日 星期六 18:30-19:00